# خیل‌خانه
خیل‌خانه محله‌ای که توسط کریم‌خان زند برای کنترل فحشا در شیراز ساخته شد . نویسنده کتاب رستم‌التواریخ در کتاب خود اینچنین می‌نویسد :

به قدر پنج ، شش هزار از زنان ماهروی گل‌رخسار مشکین‌موی دلربای خوش‌اطوار ، همه خوش‌آواز و رقاص و جمله رامشگر عام وخاص ، در آن خرابات خوش و خیل دلکش جای دادند و میخانه‌های طرب‌بخش جان‌فزای دلگُشا ، در آن ولایت با لطف و صفا ساختند و شاه‌وشان گردنکش و بهادران با کشمکش و سرهنگان سلطنت‌طلب ، و گردان با حسب و نسب را شب و روز مقید باده‌کشی و شاهدبازی و مشغول به شغل مجلس‌آرایی و محفل‌پردازی نمود و چنان گرو شیفته‌ی این اطوار گردیدند که  یار و دیار خود را فراموش و با شاهد غفلت هم‌آغوش گشتند و آن وکیل دولتمند کاردان و قاطبه خلایق و مصلحین آن زمان از شر اهل فساد و از گزند ارباب فساد محفوظ و آسوده گردیدند .

پس از مرگ کریم‌خان ، زکی‌خان زند ظاهراً به قصد عوام فریبی روسپی‌خانه‌ها و میخانه‌های خیل‌خانه را خراب و ویران نمود .